# Brácaros

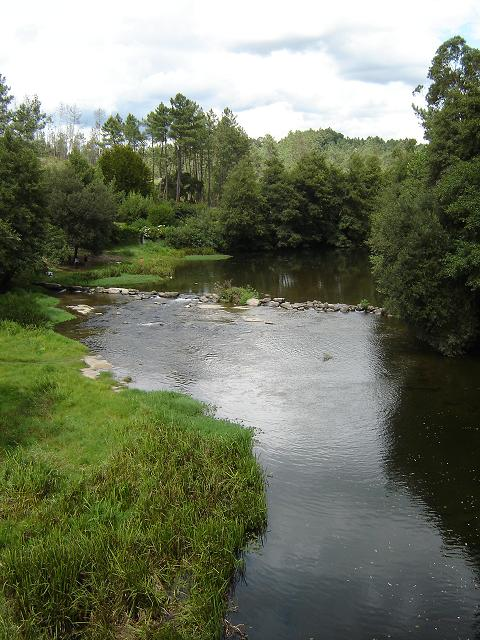
Aspecto paisajístico de Vila Verde.

Los brácaros (en latín bracari) era un pueblo prerromano de etnia celta que habitaba en el territorio situado entre los ríos Tamega y Cávado, en el norte del actual Portugal. En sus territorios fue edificada en torno al 16 a. C. Bracara Augusta, bajo las órdenes del emperador César Augusto. La ciudad pasaría a llamarse Braga en el futuro, siendo actualmente una de las ciudades más importantes del país.

## Asentamientos
Con la llegada de los primeros romanos, se produjo una profunda reorganización territorial y urbana en la región de galeicos y brácaros, con el desarrollo de grandes citanias (con unos 3.000 habitantes) en la zona comprendida entre los ríos Cávado y Duero, separadas aproximadamente 25 kilómetros (Sanfins, Briteiros, Alvarelhos, Mozinho, Eiras, Bagunte y Vandoma) con control efectivo de las zonas periféricas, y las dos primeras se construyeron a imagen de las ciudades romanas con un plan urbanístico de calles ortogonales.
La región albergaba algunas ciudadelas autóctonas y notables que se resistieron ferozmente al dominio romano y fueron asediadas por los romanos. Se trata de Lambriaca, Avobriga y Cinania. Lambriaca y Avobriga estaban situadas cerca de la costa, probablemente cerca de la desembocadura del río Ave, donde se conocen algunas ruinas de ciudadelas. A principios del siglo I, la Citânia de Briteiros era una de sus principales ciudadelas y sede del consilium gentis. La Cividade de Terroso, cerca de la desembocadura del río Ave, muestra signos arqueológicos del asedio y conquista romanos.
Se ha sugerido que Citânia de Briteiros podría ser la antigua Cinania. Sin embargo, esto no es seguro, ya que había otras ciudadelas cercanas, incluyendo Citânia de Sanfins. Se sabe que Cinania tenía lujos y una mina de mineral de hierro, utilizada para un ataque sorpresa al campamento romano.

## Guerra
Apiano escribió sobre los brácaros que era un pueblo muy belicoso. Según él, las guerreras bracarianas luchaban defendiendo su ciudad «sin volverse nunca, sin mostrar la espalda ni lanzar un grito». En el año 136 a. C., el general romano Décimo Junio Bruto Galaico realizó una expedición contra los gallegos. Apiano lo describe de la siguiente manera:

[ Bruto ] llegó a otro río, el Miño, y se fue contra los brácaros porque le habían robado las provisiones. Este es un pueblo y las mujeres armadas también luchan con ellos y mueren valientemente sin que nadie se eche atrás, ni vuelva la espada ni se queje. De las mujeres apresadas, unas se suicidaron y otras decapitaron a sus hijos con sus propias manos, prefiriendo la muerte a la esclavitud.
Apiano, Ibérico, 73-74.

## Arte

### Estatuas sentadas

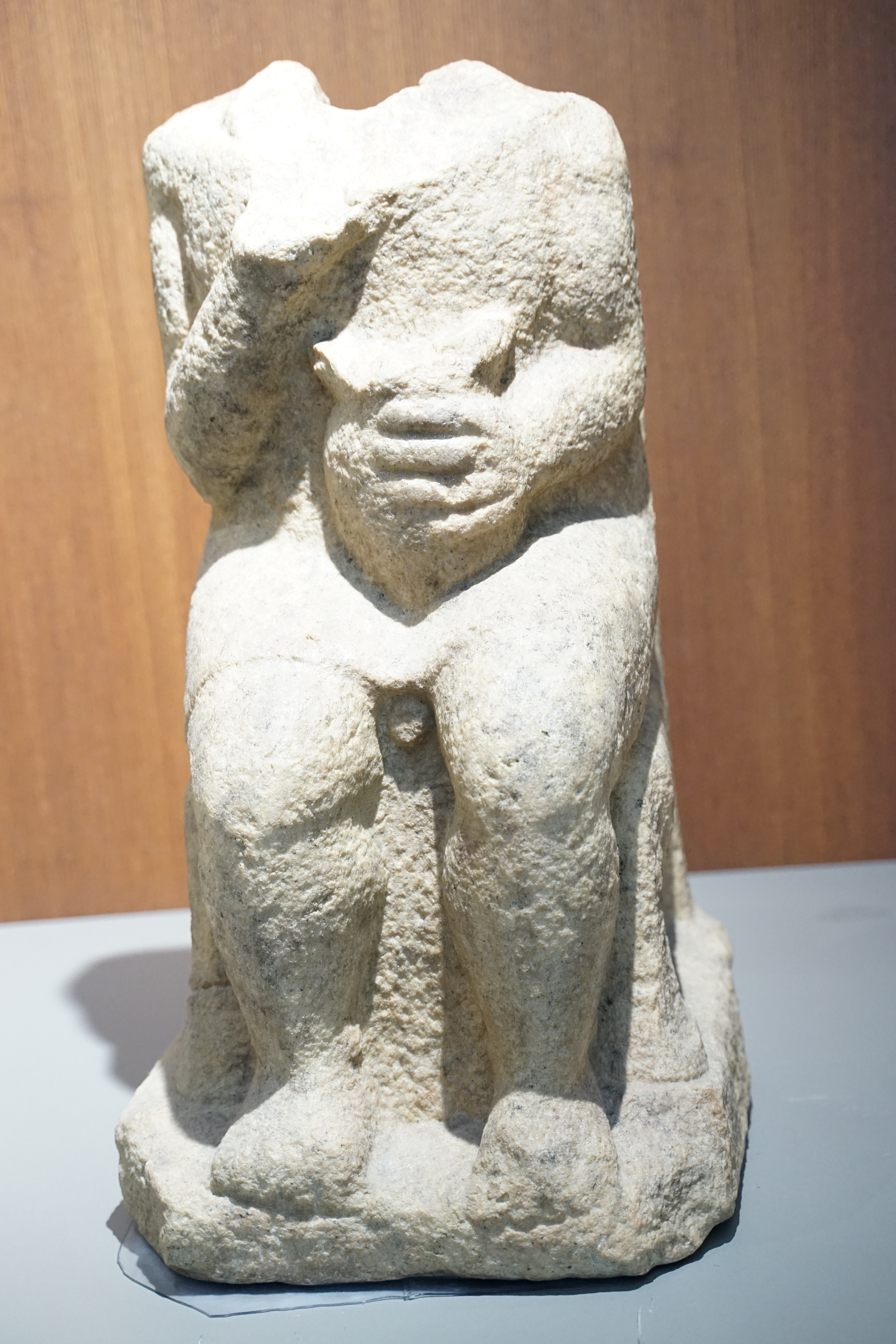
Brácaro sentado en un «trono» cuyos soportes frontales representan cascos de caballo. (Museo D. Diogo de Sousa)

Son estatuas de personas sentadas en una silla con respaldo. Sólo tenemos seis representaciones masculinas, dos en Ginzo de Limia, una de la región de los galeicos, las otras de la región de los brácaros, es decir, Braga, Póvoa de Lanhoso y Santa Maria de Galegos (Barcelos), más dos representaciones femeninas de Citânia de Briteiros y Felgueiras. Estas representaciones tenían una función funeraria en la tradición mediterránea.

### Piedras preciosas
La región de Bracaria era muy rica en balnearios, como son el caso de:
- Citânia de Sanfins (Paços de Ferreira)
- Castro do Monte Padrão (Santo Tirso)
- Vermoim (Vila Nova de Famalicão)
- Eiras (Vila Nova de Famalicão)
- Citânia de Sabroso (Guimarães)
- Citânia de Briteiros (Guimarães) (2 balnearios)
- Braga
- Calvos (Póvoa de Lanhoso)
- Saia (Barcelos)
- Galegos (Barcelos)
- Castro de Eiras (Arcos de Valdevez)

Aunque lo que realmente la distingue de todas las demás es la rica decoración de algunas de sus bellas piedras. De hecho, se conocen once Pedras formosas en Portugal y sólo una en Galicia, nueve de ellas decoradas.Y ocho de ellas son de Braga, ya que las piedras más bellas están decoradas con motivos geométricos, como dos en Briteiros, y una en Castro das Eiras (V.N. de Famalicão), otras con pequeñas decoraciones en Galegos, Tongóbriga, Sanfins, Calvos, Castro de Eiras (Arcos de Valdevez).

## Religión
La compleja religión de los bracarianos consistía en una serie de rituales festivos, rituales adivinatorios, druidismo, sacrificios humanos y animales, culto a los dioses con regalos de ofrendas, pero no sólo eso, porque adoraban a los astros y a otros elementos de la naturaleza, como rocas, ríos sagrados y manantiales divinizados.

### El panteón brácaro
Las inscripciones latinas tardías revelan parte del gran panteón divino de los bracarenses, compartido en parte por otros pueblos peninsulares, como los lusitanos, pero también por galos y britanos, entre otros:
- Bandua: dios protector gallego, aparece bajo diversos apellidos Bandua Lamobrica, Verubrigus, Bricus, Raeicus... Gozó de gran popularidad entre los bracarenses y en el norte de Lusitania.[7]
- Navia, o nabia en Portugal: ninfa, diosa de las aguas, manantiales y ríos.[7] Era muy popular en el territorio de los callaici bracari.[5]En el territorio de la antigua Galicia, aún existen numerosos ríos que llevan su nombre, como el río Navia, el río Neiva o el río Nabão, ya que también era venerada en Lusitania, y en el centro de Braga hay un santuario, la Fonte do Ídolo, dedicado a la diosa Nabia.
- Ambieicer o Ambiorebis: con dos citas en Braga.
- Senaicus: con un altar en Braga de finales del siglo I.